# Renault Maxity
Le Renault Maxity est un camion du constructeur français Renault Trucks qui a été produit de 2007 à 2019.
Il était aussi vendu sous la marque Nissan avec le nom de Nissan Cabstar ou Nissan NT400
En 2011, Renault Trucks a commercialisé une version électrique fabriquée par P.V.I. capable d'emporter une charge utile de 2 tonnes. Son autonomie était d'environ 100 km (si pas plus de 70 km/h).

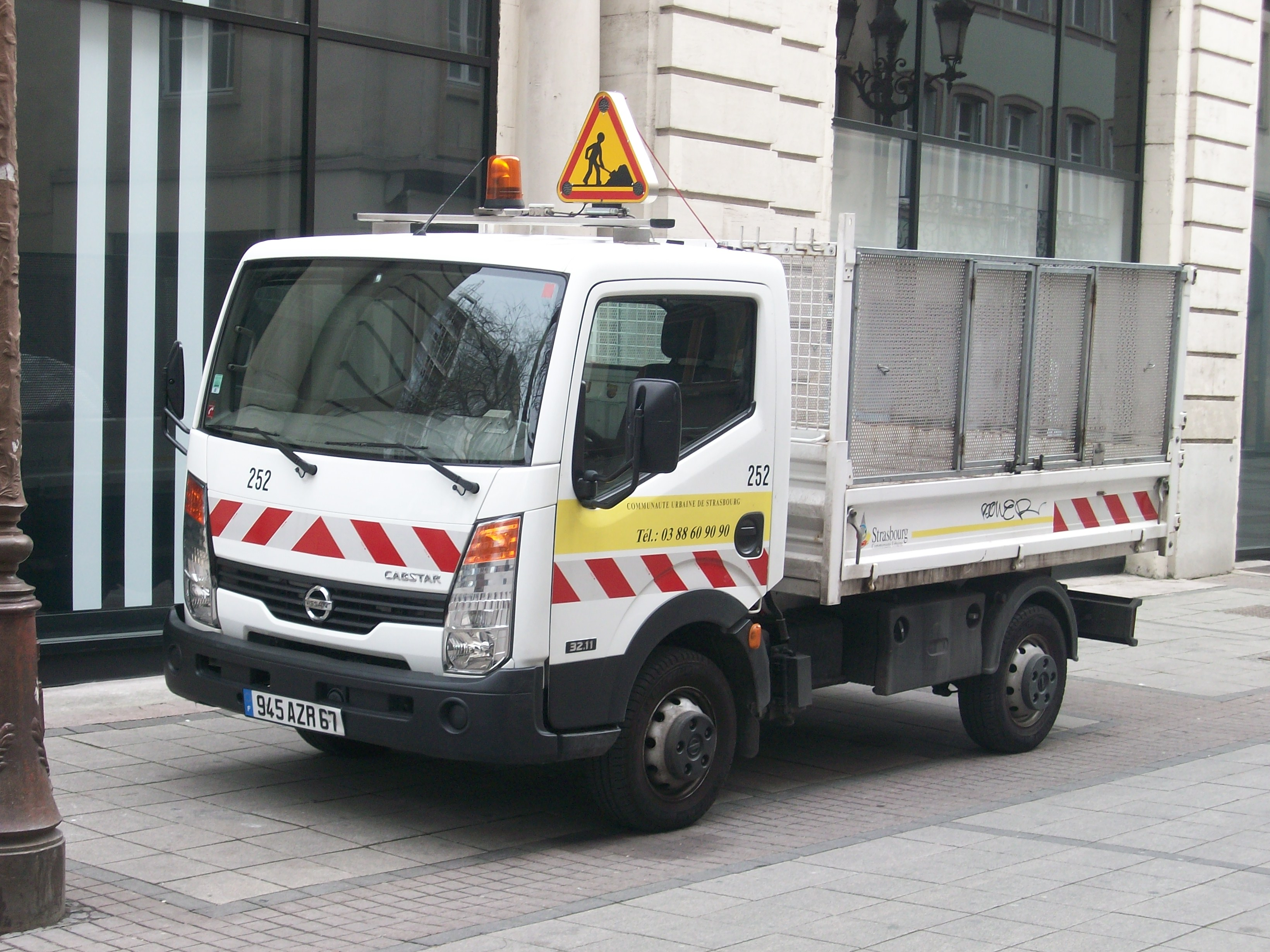
Nissan Cabstar

## Utilisation

### En France

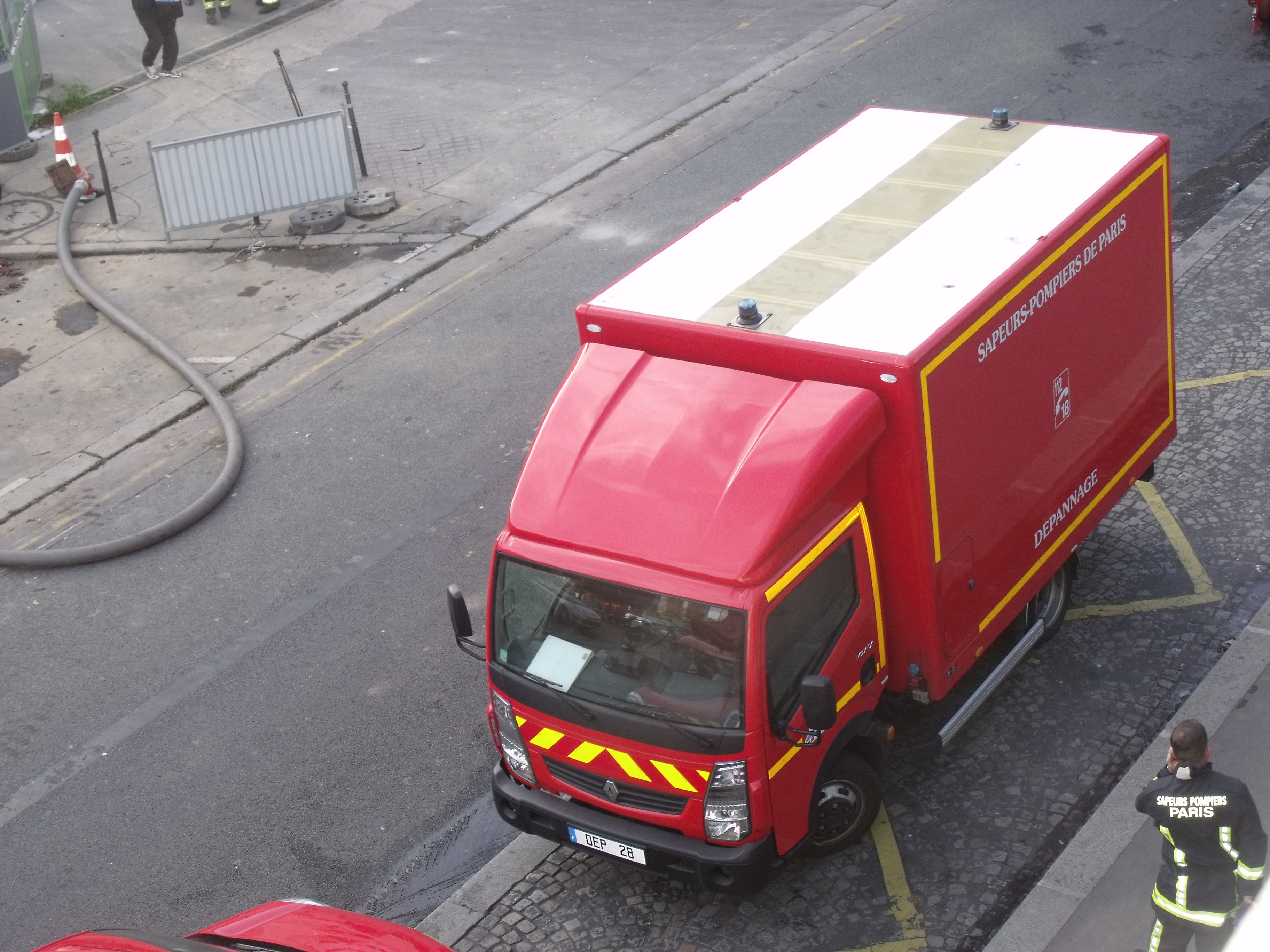
Véhicule d'assistance technique DEP28 des pompiers de Paris

#### Au sein des services de police
La Police nationale utilise des Renault Maxity , notamment comme véhicule d'enlèvement de fourrière à Paris ou bien comme camion de servitude par le Laboratoire central de la préfecture de police.

#### Au sein des services de sapeurs-pompiers
Le Renault Maxity est utilisé comme plateforme de soutien et d'intervention par les sapeurs-pompiers français. Des camions de ce type sont utilisés dans plusieurs SDIS dans des missions très différentes : camion bras élévateur articulé, camionnette de renfort oxygène, véhicule de première intervention, véhicule poste de commandement, véhicule de soutien logistique, ou encore véhicule d'assistance technique.